# Catuana spinicornis
Catuana spinicornis là một loài bọ cánh cứng trong họ Cerambycidae.